# Suctobelbila punctillata
Suctobelbila punctillata är en kvalsterart som beskrevs av Arthur P. Jacot 1937. Suctobelbila punctillata ingår i släktet Suctobelbila och familjen Suctobelbidae. Inga underarter finns listade i Catalogue of Life.